# أيوب شاه الدراني
أيوب شاه الدراني آخر حكام الدولة الدرانية وهو أحد أبناء تيمور شاه الدراني، حكم الدولة الدرانية من 1819 م إلى 1823 م .
انتهت بعهده الدولة الدرانية حيث ظهرت سلالة حاكمة جديدة هي إمارة أفغانستان ومؤسسها دوست محمد خان ، رغم محاولة أخيه شجاع شاه الدراني استعادة الحكم بشكل مؤقت لكنه فشل هو أيضاً .
| قبلــه: علي شاه الدراني | الدولة الدرانية | بعــده: دوست محمد خان |